# Anisodes clandestina
Anisodes clandestina är en fjärilsart som beskrevs av Louis Beethoven Prout 1918. Anisodes clandestina ingår i släktet Anisodes och familjen mätare. Inga underarter finns listade i Catalogue of Life.